# Bitwa pod Powick Bridge
Bitwa pod Powick Bridge – starcie zbrojne, które miało miejsce 23 września 1642 podczas angielskiej wojny domowej (1642–1651).
Bitwa ta była pierwszym głównym starciem kawaleryjskim podczas wojny domowej w Anglii. Jazda Rojalistów całkowicie pobiła tutaj jazdę Parlamentu.

## Wstęp
Król Anglii Karol I Stuart opuścił Londyn 22 sierpnia 1642. Chociaż doszło do kilku starć na terenie kraju, właściwa wojna rozpoczęła się 13 września 1642. Karol, chcąc pozyskać rekruta pośród swoich sympatyków i jednocześnie zachować kontakt ze swymi zawodowymi wojskami w Irlandii, ruszył poprzez Chester na zachód z Nottingham do Shrewsbury. Hrabia Essex z armią liczącą 20 000 żołnierzy szedł z Northampton do Worcester.

## Bitwa
W pobliżu Worcester, doszło 23 września do ostrego starcia kawalerii, obecnie znanego jako bitwa pod Powick Bridge, pomiędzy kawalerią armii Essexa a siłami księcia Ruperta, który był zaangażowany w ochronę małych sił Rojalistów, które zostały zmuszone do ewakuacji do Oksfordu 10 września.
Walka zakończyła się natychmiastowym rozbiciem jazdy Parlamentu, co dało wojskom Rojalistów wiarę we własne siły i w geniusz ich wodza. Wiara ta doznała w przyszłości wstrząsu dopiero po spotkaniu z jazdą Cromwella, czyli tzw. Ironsides.

## Po bitwie
Rupert wkrótce wycofał się do Shrewsbury, gdzie znalazł wielu rojalistowskich oficerów spragnionych ataku na nową pozycję armii Essexa w Worcester. Jednak droga do Londynu leżała teraz otworem, i zdecydowano się to wykorzystać. Intencją nie było uniknięcie walki, gdyż rojalistowscy generałowie chcieli walczyć z Essexem zanim zanadto urośnie w siłę. Jednak przeważyło zdanie, że nie ma co tracić czasu na atak na Worcester, ale trzeba iść na Londyn, a wtedy Essex sam ruszy się z miejsca i spróbuje zagrodzić im drogę. Stosując się do tego armia opuściła Shrewsbury 12 października, zyskując 2 dni i kierując się na południowy wschód. To dało upragniony efekt.
Parlament, zaalarmowany dla własnego bezpieczeństwa wysyłał ponaglające rozkazy do Essexa by powstrzymał armię królewską. Alarm został zastąpiony przez determinację, gdy odkryto, że Karol rekrutował papistów i szukał zagranicznej pomocy. Została powołana milicja. Sformowano w okolicach Londynu drugą armię pod wodzą hrabiego Warwicka. Essex dawał z siebie wszystko by odzyskać kontakt z armią nieprzyjacielską, osiągając 22 października Kineton, położony tylko 7 mil od kwatery głównej króla w Edgecote.
Następnego dnia stoczono nierozstrzygniętą bitwę pod Edge Hill.